# Szpetczaki

Cykl rozwojowy Taphrina

Szpetczaki (Taphrinomycetes O.E. Erikss. & Winka) – klasa workowców (Ascomycota), której typem nomenklatorycznym jest Taphrina.

## Charakterystyka
Szpetczaki to pierwotna grupa grzybów, uważana za przodków workowców. Charakteryzują się formowaniem warstw dwujądrowych komórek słabo rozwiniętej grzybni w przestrzeniach międzykomórkowych pod kutykulą skórki, czasami w ścianach komórkowych roślin. Nie wytwarzają askokarpów, ich nagie worki pokrywają powierzchnię liści lub gałęzi żywiciela. Worki mają przeważnie cylindryczny kształt i obcięte wierzchołki. Zazwyczaj są trwałe – w czasie dojrzewania zarodników nie zanikają. W jednym worku tworzy się zazwyczaj po 8 askospor, które uwalniają się z niego jednocześnie, czasami w postaci zlepionej masy. Askospory są bezbarwne, bez przegród, o kulistym lub eliptycznym kształcie. Anamorfy wykazują wiele cech wspólnych z drożdżami. Mają dwuwarstwowe ściany komórkowe, a ich plechy powstają przez pączkowanie askospor.
Są pasożytami i patogenami roślin (np. Taphrina deformans powodująca kędzierzawość liści brzoskwini). U porażonych roślin zazwyczaj wywołują nadmiernie szybki podział komórek, wskutek czego na organach roślin pojawiają się różnego rodzaju zniekształcenia typu kędzierzowatości liści, narośli czy zgrubień.

## Systematyka
Klasę Taphrinomycetes utworzyli Ove Eriksson i Katarina Winka w artykule Supraordinal taxa of Ascomycota, opublikowanym w „Myconet” z 1997 r.

Taphrinomycetes cl. nov. O.E. Erikss. & Winka
- Holotypus: Taphrinales Gäum. ex C.W. Dodge
- Characteres moleculares (SSU rRNA): 9 148a:c (exc. a in Saitoella). 12 351c:u; 352a:g (exc. a in Saitoella). 13 369u:a (exc. u in Saitoella). 18 529c:a (exc. c in Saitoella). 3'/22 611u:c (exc. u in Saitoella). 23 632u:c (exc. u in Saitoella). 23-1 668c:u; 24/24' 879g:a (exc. g in Saitoella). 25 890c/u:g; 919u:c. 24' 948c:u (exc. c in Saitoella); 966a:g (exc. a in Saitoella). 33/34 1166g:a (only Protomycetales); 1167g:a (only Protomycetales); 1168 (only Protomycetales). 37 1239g:u (exc. g in Saitoella). 46'/45' 1521u:g (exc. u in Taphrina populina). 45'/47 1535c:a (exc. c in Saitoella). 49 1671g:c.

Według aktualizowanej klasyfikacji Index Fungorum bazującej na Dictionary of the Fungi do klasy Taphrinomycetes należą:
- podklasa Taphrinomycetidae Tehler 1988
  - rząd Taphrinales Gäum. & C.W. Dodge 1928
    - rodzina Protomycetaceae Gray 1821
    - rodzina Taphrinaceae Gäum. 1928

  - rząd Incertae sedis
    - rodzina incertae sedis
      - rodzaj Saitoella Goto, Sugiy., Hamam. & Komag. 1987[2].